# Armelle H. van Eecloo
 (juillet 2021).
 (juillet 2021).
Armelle H. van Eecloo, née en 1977 à Paris, est une danseuse et chorégraphe française d’origine flamande. Elle s’inscrit dans la lignée de la danse expressionniste allemande et évolue à Berlin comme soliste auprès de Susanne Linke,.